# 上板町ファミリースポーツ公園

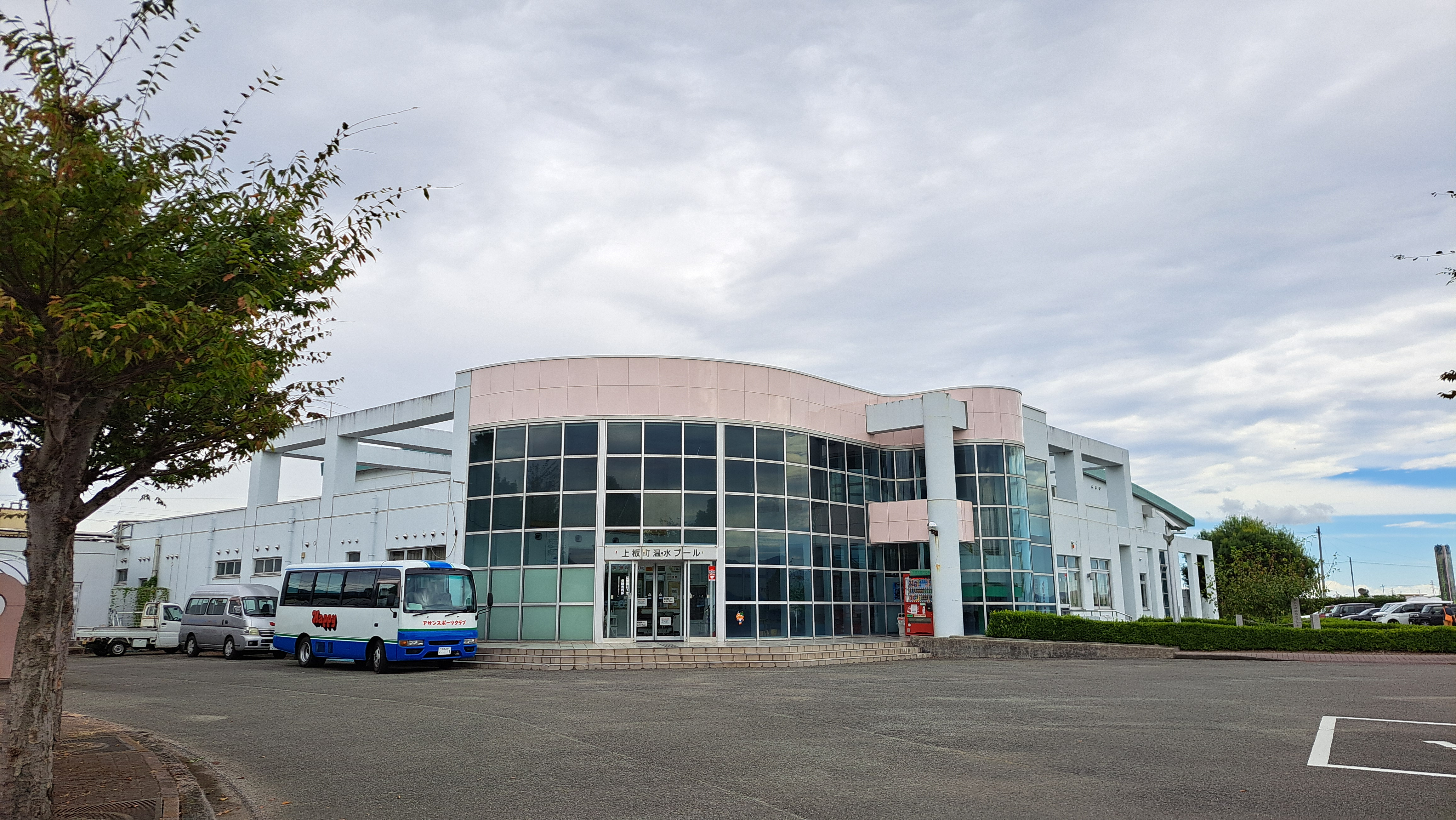
館内には温水プールがある。

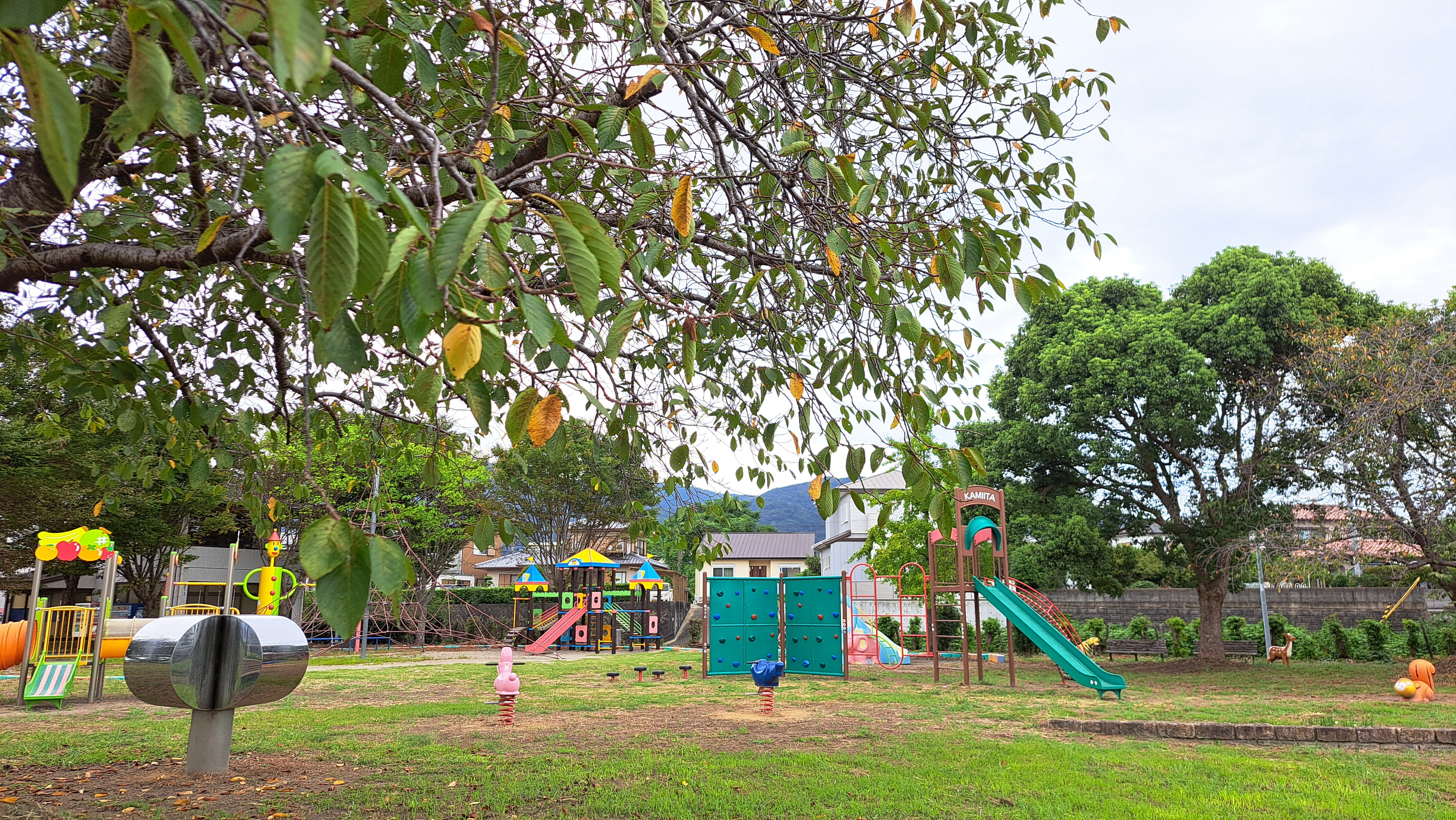
ふれあい広場。2021年に新しくなった。

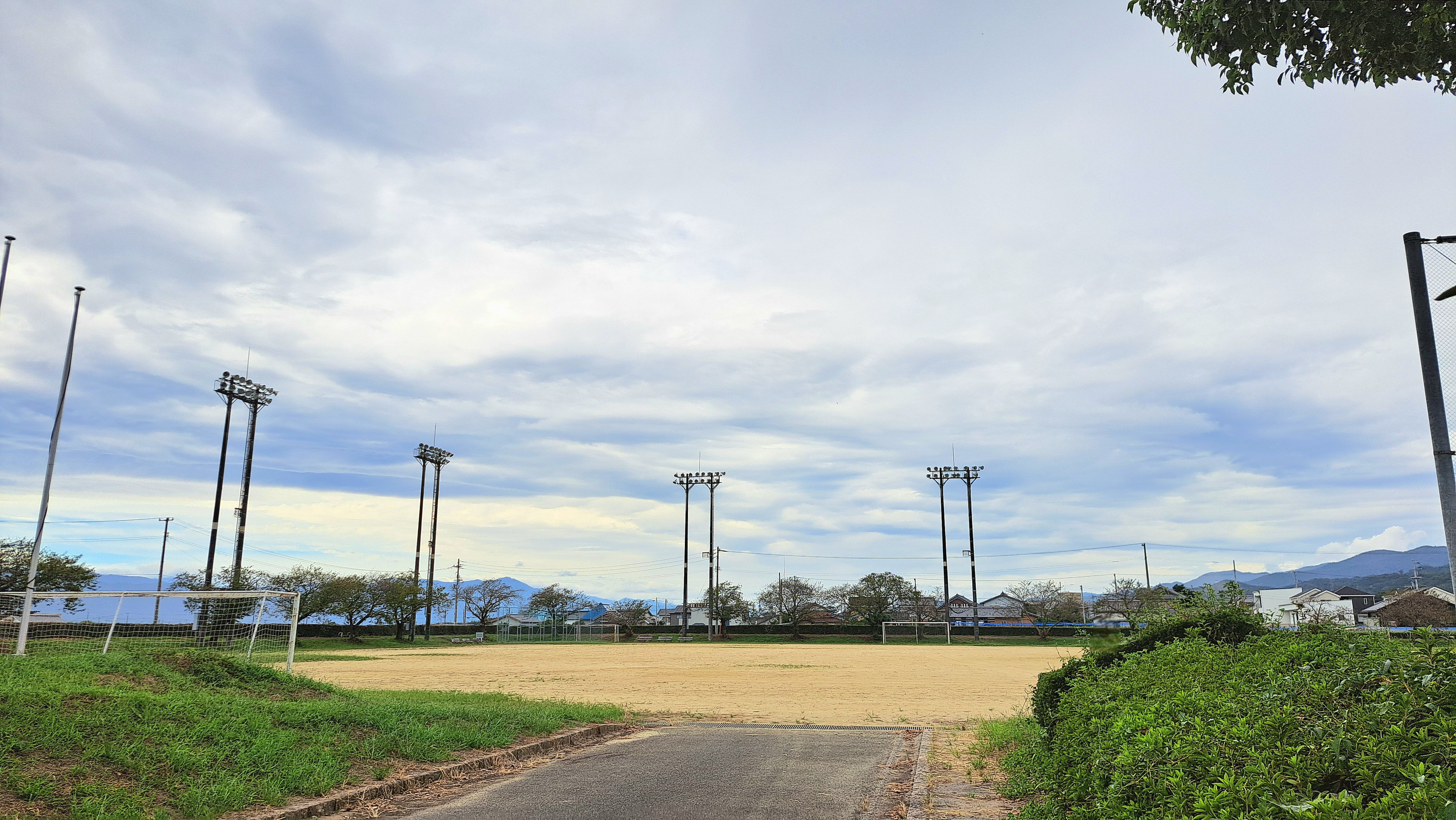
多目的広場

上板町ファミリースポーツ公園（かみいたちょうファミリースポーツこうえん）は、徳島県板野郡上板町にある公園である。
公園内には温水プール・多目的広場・テニスコート、野外ステージ・ふれあい広場がある。

## 概要
- 「自ら動くスポーツ」を体験し、「健康の光」を身体いっぱいに受け、健康の増進と体力の向上を図るとともに、三世代がふれあいにぎわう憩いの場としてつくられたスポーツ公園である。
- 東南海・南海地震の際の消防・警察・自衛隊の活動拠点として内閣府より指定されている。
- 利用期間は温水プールが10：00から21：00で定休日が月末29日から31日。

## 主な施設
- 多目的広場
  - 夜間照明有り。使用する際には許可が必要。社会人野球、少年野球、徳島県サッカーリーグなどに使われる。北東のバックネット裏には観客席があり、約200人を収容できる。また、四方を芝生席に囲まれている。

- 温水プール
  - 一般開放されており、町民は値引きして入場可能。大会の際使用される観覧席もある。施設内では、水泳教室や体操教室、そろばん教室などが行われている。ロビーでは、多目的広場とテニスコートの使用許可の受付を行っている。また、自動販売機などもあり、休憩ができるので、公園内の中心的な施設となっている。

- テニスコート
  - 夜間照明有り。使用する際には許可が必要。3面設置されており、上板中学校の部活や徳島県下の大会、板野郡総合体育大会に利用される。

- ふれあい広場
  - 遊具が設置されている。

- 駐車場 - 100台

## 交通
- 徳島バス「上板中学校」前下車徒歩5分。